# Nedstrand
Nedstrand é uma pequena localidade norueguesa no município de Tysvær, condado de Rogaland . Tem uma população de 226 habitantes (2006). Nela nasceu o matemático norueguêsNiels Henrik Abel.